# Muhlenbergia gigantea
Muhlenbergia gigantea là một loài thực vật có hoa trong họ Hòa thảo. Loài này được (E.Fourn.) Hitchc. mô tả khoa học đầu tiên năm 1935.